# Stane Derganc
Stane Derganc (ur. 23 kwietnia 1893 w Lublanie, zm. 9 sierpnia 1981 w Ankaranie) – jugosłowiański gimnastyk narodowości słoweńskiej, medalista olimpijski z Amsterdamu.
Dwukrotnie reprezentował swój kraj na igrzyskach olimpijskich, w 1924 w Paryżu i 1928 w Amsterdamie.